# Luis Lucia Mingarro
Luis Lucia Mingarro (Valencia, 24 de mayo de 1914-Madrid, 13 de marzo de 1984) fue abogado, jefe de producción, guionista y director de cine español.

## Biografía
Luis Lucia fue el primer y único hijo varón de los cinco que tuvo el matrimonio formado por María del Pilar Mingarro Roca y el político Luis Lucia Lucia. Estudió Derecho y se doctoró en la universidad de Madrid.
Al tiempo que trabajaba en el bufete de su padre, realizaba caricaturas que con el paso del tiempo llegarían a tener cierta repercusión en la prensa valenciana. Comenzó a trabajar como abogado para Cifesa cuando Vicente Casanova, conocido de su padre, decidió enseñarle los entresijos de la industria del cine. De este modo fue comenzó su carrera en dicho campo, como productor ejecutivo.
En 1943 debutó como director con El 13-13 y con sus siguientes producciones —en especial La princesa de los Ursinos (1947) y Currito de la Cruz (1949)— se consolidó como uno de los directores más «eficientes» de Cifesa, destacando por su capacidad para ajustarse al presupuesto.
En los años 50 dejó de dirigir para Cifesa ya que la compañía no le permitía mejorar sus condiciones económicas, aunque siguió como colaborador externo de la compañía. En 1972 y con la llegada del cine de destape decidió retirarse.

## Estilo
Se decantó por un estilo costumbrista, destacando como adaptador de los escritores castizos. No obstante, incorporaba a su forma de rodar ciertas formas propias de Hollywood que le permitieron asentarse con facilidad entre el público.

## Premios
Medallas del Círculo de Escritores Cinematográficos
| Año  | Categoría      | Película               | Resultado |
| ---- | -------------- | ---------------------- | --------- |
| 1953 | Mejor director | Jeromín                | Ganador   |
| 1960 | Mejor director | El príncipe encadenado | Ganador   |
| 1965 | Mejor guion    | Zampo y yo             | Ganador   |

## Filmografía
Las películas en las que intervino y el grado de responsabilidad se expone a continuación:
- Malvaloca (1942) - Jefe de producción
- La condesa María (1942) - Jefe de producción
- El hombre que se quiso matar (1942) - Guionista
- ¡A mí la Legión! (1942) - Guionista
- Noche fantástica (1943) - Jefe de producción
- Rosas de otoño (1943) - Jefe de producción
- El 13-13 (1943) - Director
- Un hombre de negocios (1945) - Director
- La princesa de los Ursinos (1947) - Director
- Dos cuentos para dos (1947) - Director y Guion técnico
- Noche de Reyes (1949) - Director y guionista
- Currito de la Cruz (1949) - Director y guionista
- La duquesa de Benamejí (1949) - Director
- De mujer a mujer (1950) - Director y guionista
- Lola la Piconera (1951) - Director y guionista
- El sueño de Andalucía (1951) - Director y guionista
- Gloria Mairena (1952) - Director y guionista
- Cerca de la ciudad (1952) - Director y guionista
- La hermana San Sulpicio (1952) - Director y guionista
- Jeromín (1953) - Director y coguionista
- Aeropuerto (1953) - Director y guionista técnico
- Morena Clara (1954) - Director y guionista
- Un caballero andaluz (1954) - Director y coguionista
- La Hermana Alegría (1955) - Director y coguionista
- Esa voz es una mina (1955) - Director y guionista
- La lupa (1955) - Director y guionista
- El Piyayo (1956) - Director y guionista
- La vida en un bloc (1956) - Director
- Un marido de ida y vuelta (1957) - Director y guionista
- La muralla (1958) - Director y guionista
- Molokai (La isla maldita) (1959) - Director y guionista
- Un ángel tuvo la culpa (1960) - Director
- El príncipe encadenado (1960) - Director y guionista
- Un rayo de luz (1960) - Director y guionista
- Ha llegado un ángel (1961) - Director y guionista
- Tómbola (1962) - Director y guionista
- Rocío de la Mancha (1962) - Director y guionista
- Canción de juventud (1962) - Director
- Crucero de verano (1964) - Director y guionista
- Zampo y yo (1965) - Director y guionista
- Grandes amigos (1967) - Director
- Las cuatro bodas de Marisol (1967) - Director y guionista
- Solos los dos (1968) - Director y guionista
- Pepa Doncel (1969) - Director y guionista
- La orilla (1970) - Director y guionista
- La novicia rebelde (1971) - Director y guionista
- Entre dos amores (1972) - Director y guionista